# Tocantins (navio)
Tocantins foi um navio mercante brasileiro construído a pedido da Lloyd Brasileiro em 1901. O navio naufragou no dia 30 de agosto de 1933, após choque contra as rochas na Ilha da Queimada Grande.

## Características
Com 115,5 metros de comprimento e 4 113 toneladas de deslocamento, era na época considerado um navio de grande porte. O barco foi construído pelo estaleiro J.Blummer & Co. da Inglaterra.
A embarcação era utilizada para o transporte cargas em geral e passageiros.

## Naufrágio
Na noite de 30 de agosto de 1933, chocou-se contra as rochas na Ilha da Queimada Grande e afundou, segundo relatos oficial, constantes nos anais da Marinha do Brasil. O navio havia partido do porto de Rio Grande no Rio Grande do Sul, na rota habitual da linha norte até o destino final no porto de Manaus no Amazonas. Após sua segunda atracagem deixou o Porto de Paranaguá, rumando para o Porto de Santos, onde deixaria parte de sua carga de alimentos e madeira. Devido uma espessa cerração que se abatera pela costa paulista, a tripulação do navio não pôde ver as luzes do farol automático instalado no alto da ilha da Queimada Grande que por sua posição a 90 metros de altura, que em situação normal era avistado até a uma distância de aproximadamente 20 milhas náuticas. Na época os navios não estavam equipados com equipamentos de rastreamento e o sistema de detecção era visual.
Por volta da meia noite de 30 de agosto de 1933, acabou encalhando, conforme radiograma recebido pela estação de rádio da Agência do Lloyd Brasileiro em Santos; - Tocantins bateu encalhado Queimada Grande uma hora cerração fechada porão um e dois fazendo água - Tocantins
Ao receber a notícia a Agência do Lloyd do Rio de Janeiro, solicitou o envio em seu auxílio de navios, sendo atendido pela marinha brasileira, através do rebocador RbAM São Paulo, que partiu do Porto de Santos e o rebocador de salvatagem Comandante Dorat, que partiu do Porto do Rio de Janeiro, além do cargueiro Pará que mudou sua rota atendendo ao apelo de S.O.S..
O encalhe deu-se com a proa na ponta Norte da ilha com condições de mar calmo e foram claras as expectativas iniciais de salvar a embarcação, pois seu comandante, o Capitão de Longo Curso A. Catramby, expediu quatro radiogramas.
Eis o teor de um deles:
Demonstra este intento quando diz:
-desnecessário auxílio Pará sendo indispensável auxílio rebocador Dorat. E pede:
dois mil tijolos, cinqüenta barricas de cimento, cem barricas de areia, três carpinteiros, três pedreiros, dez quilos de pregos três polegadas e duzentos quilos de carne fresca.
O comandante pretendia reparar o navio e torná-lo navegável. Mas a região possui um tempo muito instável, as condições climáticas mudaram, caiu um forte temporal vindo do quadrante sudoeste fazendo com que as condições do mar mudassem drasticamente. O Tocantins moveu-se de onde estava e começou a afundar. Inicialmente tinha três metros de água em seu porões e com a mudança de posição tornou-se obrigatório o abandono dos postos na casa de máquinas e porões.
Em novo radiograma o comandante Catramby afirmava:
- julgo-o perdido aguardo auxílio Pará.
As 5 horas da manhã do dia 31, a estação de rádio da Ponta da Praia recebia a mensagem, vinda do vapor Pará, de que a estação Tocantins deixara de falar. A tripulação foi resgatada e levada ao Rio de Janeiro pelo rebocador Comandante Dorat sendo o casco abandonado.

## Mergulho
O naufrágio não deixou vítimas, apenas a perda da embarcação e carga, mas criou um dos pontos de mergulho mais freqüentados do litoral sul do Estado de São Paulo.
Atualmente grande parte da estrutura do Tocantins já desapareceu, encontrando-se entre 6 a 22 metros e pode ainda ser visto as caldeiras , o eixo, muitas vigas, chaparias, tubulações e uma de suas âncoras. Estas estruturas já foram incorporadas ao fundo tornaram habitat de variada fauna tornando ainda mais interessante os mergulhos.
A partir dos 6 metros já dá para ver a popa e a casa das máquinas, a proa está a 24 metros.